# ونها وئر
ونها وئر (به پرتغالی: Venha-Ver) یک شهرستان برزیل در برزیل است که در ریو گرانده شمالی واقع شده‌است.

## خصوصیات
ونها وئر ۷۱٫۶۲۲ کیلومترمربع مساحت و ۳٬۵۹۷ نفر جمعیت دارد.